# Equació d'Euler-Lotka
En l'estudi del creixement de la població estructurat per edats, probablement una de les equacions més importants és l'equació d'Euler-Lotka. A partir de l'edat demogràfica de les dones de la població i dels naixements femenins (ja que en molts casos són les femelles les que tenen més limitacions en la capacitat de reproducció), aquesta equació permet estimar com està creixent una població.
El camp de la demografia matemàtica va ser desenvolupat en gran part per Alfred J. Lotka a principis del segle xx, basant-se en el treball anterior de Leonhard Euler. L'equació d'Euler-Lotka, derivada i discutida a continuació, s'atribueix sovint a qualsevol dels seus orígens: Euler, que va derivar una forma especial el 1760, o Lotka, que va derivar una versió contínua més general. L'equació en temps discret ve donada per
{\displaystyle 1=\sum _{a=1}^{\omega }\lambda ^{-a}\ell (a)b(a)}
on {\displaystyle \lambda } és la taxa de creixement discreta, ℓ (a) és la fracció d'individus que sobreviuen fins a l'edat a i b (a) és el nombre de descendència nascuda d'un individu d'edat a durant el pas de temps. La suma es pren al llarg de tota la vida útil de l'organisme.

## Derivacions

### El model continu de Lotka
AJ Lotka va desenvolupar el 1911 un model continu de la dinàmica de la població de la següent manera. Aquest model només fa un seguiment de les dones de la població.
Sigui B (t) dt el nombre de naixements durant l'interval de temps de t a t+dt. Definiu també la funció de supervivència ℓ (a), la fracció d'individus que sobreviuen fins a l'edat a. Finalment, defineix b (a) com la taxa de natalitat de les mares majors d'edat a. Per tant, el producte B(ta) ℓ (a) denota la densitat de nombre d'individus nascuts a ta i encara vius a t, mentre que B(ta) ℓ (a) b(a) denota el nombre de naixements d'aquesta cohort, cosa que suggereix la següent equació integral de Volterra per B :
{\displaystyle B(t)=\int _{0}^{t}B(t-a)\ell (a)b(a)\,da.}
Integrem totes les edats possibles per trobar la taxa total de naixements en el temps t. De fet, estem trobant les contribucions de tots els individus d'edat fins a t. No hem de considerar els individus nascuts abans de l'inici d'aquesta anàlisi, ja que només podem establir el punt base prou baix per incorporar-los tots.
Aleshores, endevinem una solució exponencial de la forma B ( t ) =Qert. En connectar això a l'equació integral dóna:
{\displaystyle Qe^{rt}=\int _{0}^{t}Qe^{r(t-a)}\ell (a)b(a)\,da}
o
{\displaystyle 1=\int _{0}^{t}e^{-ra}\ell (a)b(a)\,da.}
Això es pot reescriure en el cas discret convertint la integral en una suma que produeix
{\displaystyle 1=\sum _{a=\alpha }^{\beta }e^{-ra}\ell (a)b(a)}
deixant {\displaystyle \alpha } i {\displaystyle \beta } ser les edats límit per a la reproducció o definir la taxa de creixement discreta λ = er obtenim l'equació de temps discret derivada anteriorment:
{\displaystyle 1=\sum _{a=1}^{\omega }\lambda ^{-a}\ell (a)b(a)}
on {\displaystyle \omega } és l'edat màxima, podem ampliar aquestes edats ja que b(a) s'esvaeix més enllà dels límits.

### De la matriu de Leslie
Escrivim la matriu de Leslie com:
{\displaystyle {\begin{bmatrix}f_{0}&f_{1}&f_{2}&f_{3}&\ldots &f_{\omega -1}\\s_{0}&0&0&0&\ldots &0\\0&s_{1}&0&0&\ldots &0\\0&0&s_{2}&0&\ldots &0\\0&0&0&\ddots &\ldots &0\\0&0&0&\ldots &s_{\omega -2}&0\end{bmatrix}}}
on {\displaystyle s_{i}} i {\displaystyle f_{i}} són la supervivència a la següent classe d'edat i la fecunditat per càpita, respectivament. Tingueu en compte que {\displaystyle s_{i}=\ell _{i+1}/\ell _{i}} on ℓ i és la probabilitat de sobreviure fins a l'edat {\displaystyle i}, i {\displaystyle f_{i}=s_{i}b_{i+1}}, el nombre de naixements per edat {\displaystyle i+1} ponderat per la probabilitat de sobreviure fins a l'edat {\displaystyle i+1}.
Ara, si tenim un creixement estable, el creixement del sistema és un valor propi de la matriu ja que {\displaystyle \mathbf {n_{i+1}} =\mathbf {Ln_{i}} =\lambda \mathbf {n_{i}} }. Per tant, podem utilitzar aquesta relació fila per fila per obtenir expressions {\displaystyle n_{i}} pel que fa als valors de la matriu i {\displaystyle \lambda }.